# Клас Ларссон Флемінг
Клас Ларссон Флемінг (швед. Klas Larsson Fleming;  1592 —  1644) — шведський адмірал і член ріксрода.
Народився в 1592 році в Вільнесе (Фінляндія). Його батьком був інтендантом  Абоського замку Ларс Флемінг, а матір'ю — Ганна Горн.
Провчившись деякий час в декількох іноземних університетах, в 1612 році він вступив на військову службу і взяв участь у шведській інтервенції у Росію, під час якої просунувся до чину ротмістра. Тоді ж він був помічений королем.
У 1619 році він став віце-адміралом.
У 1625 році його призначили членом ріксрода, а в 1629 році Флемінг отримав чин адмірала і посаду президента рахункової палати. Через рік він стає державним камер-радником, а ще через два — лагманом Седерманланду. У 1634 році він був призначений лагманом седерфіннського судового округу у Фінляндії.
Як президент рахункової палати Флемінг активно допомагав пфальц-графу  Йогану Казимиру, який був призначений для управління фінансами держави, але не знав ні шведської мови, ні законів  Швеції.
У 1634 році Флемінг був призначений губернатором Стокгольма. Перебуваючи на цій посаді, він сприяв поліпшенню планування міста та облаштування вулиць. При ньому було завершено будівництво церкви Св. Якова, побудовані  шлюзи і т. д. У 1637 році Флемінг був також призначений на пост президента  Комерц-колегії.
Коли його призначили в допомогу ріксадміралу  Карлу Юллен'ельму, він активно взявся за приведення флоту до боєздатного стану. У 1644 році йому було довірено командування флотом, який багато в чому був його власним творінням.
Після битви з данцями біля острова Фемарн (1 липня 1644), яка не принесла перемоги жодній зі сторін, він відвів свої кораблі для лагодження у Кільську бухту. Данці, не знаючи, де знаходяться шведи, 4 липня виявили противника в бухті, після чого настала тритижнева блокада.
26 липня, коли Флемінг мив руки в своїй каюті, в неї потрапило ядро, випущене з датською батареї, що була влаштована на березі. Слуга, який тримав тазик, був убитий наповал, адміралові ж відірвало ногу, від чого він через дві години помер.

## Сім'я
Був двічі одружений: першим шлюбом з Анною Ерансдоттер Снаккенборг (з 1618), другим — на баронесі Хелені Бельке (з 1638).